# インスティテューショナル・リサーチ
インスティテューショナル・リサーチ（Institutional Research、略称: IR）とは、大学をはじめとする学校において、運営上の意思決定および計画立案に必要な情報を収集・分析・提供する業務カテゴリーを指す言葉である。大学経営や教育改善をサポートする機能として、アメリカの大学で発展してきた。
日本語訳としては、「大学機関調査研究」、「大学情報・機関調査」「機関調査」、「機関研究」、「大学機関研究」などが用いられている。

## IRの対象と目的
IRの分析対象としては、学生の入学状況、学費援助状況、カリキュラム評価、入学管理（エンロールメント・マネジメント）、人事、学生生活、財務、施設、陸上競技、卒業生との関係などがある。
IR担当者は、所属する教育機関の学生、教員、職員、カリキュラム、科目、および学習成果に関する定量的・定性的データを収集、分析、報告、および保管する。収集された情報の報告先としては、次が挙げられる。
- 政府機関（例：アメリカ合衆国では教育省の後期中等教育統合データシステム）
- 一般社会（例：アメリカ合衆国では、共通データセットや、独立カレッジ・大学協会の大学・カレッジアカウンタビリティネットワーク）
- 大学案内の出版社（例：アメリカ合衆国では、米国ニュース・ワールドレポートやカレッジボード）

場合によっては、IR担当者は他の教育機関とデータを共有することで、自らの慣行や成果を同種・同規模の機関と比較することもある。IRは地域および全国規模の認証評価機関に提供する情報の大部分を扱っており、機関が認定基準をどれだけ満たしているか記録している。
IR担当者はデータの報告だけでなく、しばしばデータ分析も行う。業務として、データの差異が統計的に有意であるかを測定するだけでなく、因果モデルおよび予測モデルの開発・使用といった高度な分析が行われることもある。こうしたモデルは、教育評価や戦略的エンロールメント・マネジメントの支援に用いられる。

## IR担当者の要件
アメリカ合衆国では、連邦政府や他の機関にデータを提供する必要があるため、ほぼすべての中等教育以後の機関（カレッジや大学等）にIR機能を果たすための部署が置かれている。この機能は大学内の単一のIR部署に集中していることもあれば、そうではなく複数の部署に機能を分散している場合もある。
IR担当者になるために必要な特定の学位があるわけではないが、次のような分野に通じていることが推奨される。
- 統計学
- 調査方法（例：サーベイリサーチやフォーカスグループ）
- パソコンを使用した統計分析レポート・データ視覚化ツール（例えば、SPSS、SAS、R、STATA、Microsoft Access、Microsoft Excel、MicroStrategy、SQL等）

その他にIR担当者に求められる重要な技能・知識として、文書および口頭での優れたコミュニケーションスキル、細部に注意を払えること、および高等教育機関の運営方法に関する知識が挙げられる。
アメリカ合衆国のいくつかの大学は、IRの大学院証明書プログラムを提供している。例えば下記の大学でIRを学ぶことができる。
- ボール州立大学
- フロリダ州立大学
- フンボルト州立大学[8]
- ノースダコタ州立大学
- ペンシルベニア州立大学
- インディアナ大学
- ミズーリ大学
- イリノイ大学
- ウィスコンシン大学スタウト校[9]
- カリフォルニア大学サンディエゴ校拡張部[10]